# Jorge del Buono
Jorge del Buono (1944. november 13.) argentin rali-navigátor.

## Pályafutása
1980 és 2004 között összesen nyolcvankét rali-világbajnoki futamon navigált.
Jorge Recalde navigátoraként megnyerte az 1988-as argentin ralit. Ez az egyetlen futamgyőzelem a rali-világbajnokságon melyet argentin páros szerzett.
Évekig navigált az uruguayi Gustavo Trelles mellett. Közös munkájuk alatt Buono három N csoportos világbajnoki sikerhez segítette hozzá Gustavot.

### Rali-világbajnoki győzelem
| #  | Dátum               | Rali          | Versenyző     | Autó                   | Összefoglaló |
| -- | ------------------- | ------------- | ------------- | ---------------------- | ------------ |
| 1. | 1988. augusztus 2-6 | Argentin rali | Jorge Recalde | Lancia Delta Integrale | Összefoglaló |

## Külső hivatkozások
- Profilja a rallybase.nl honlapon
- Profilja a juwra.com honlapon